# Alfoz de Bricia
Alfoz de Bricia är en kommun i Spanien.   Den ligger i provinsen Provincia de Burgos och regionen Kastilien och Leon, i den norra delen av landet, 280 km norr om huvudstaden Madrid. Arean är 52 kvadratkilometer.
Terrängen i Alfoz de Bricia är varierad.